# Frigyesfalva
Frigyesfalva (ukránul: Кленовець) település Ukrajnában, a Kárpátalján, a Munkácsi járásban.

## Fekvése
Munkácstól északra, Rónafalu és Szélestó között fekvő település. Keresztülfolyik rajta a Viznice.

## Története
1910-ben 336 lakosából 98 magyar, 73 német, 151 szlovák volt. Ebből 241 római katolikus, 25 görögkatolikus, 29 izraelita volt.
A trianoni békeszerződés előtt Bereg vármegye Latorczai járásához tartozott.